# Raffles City

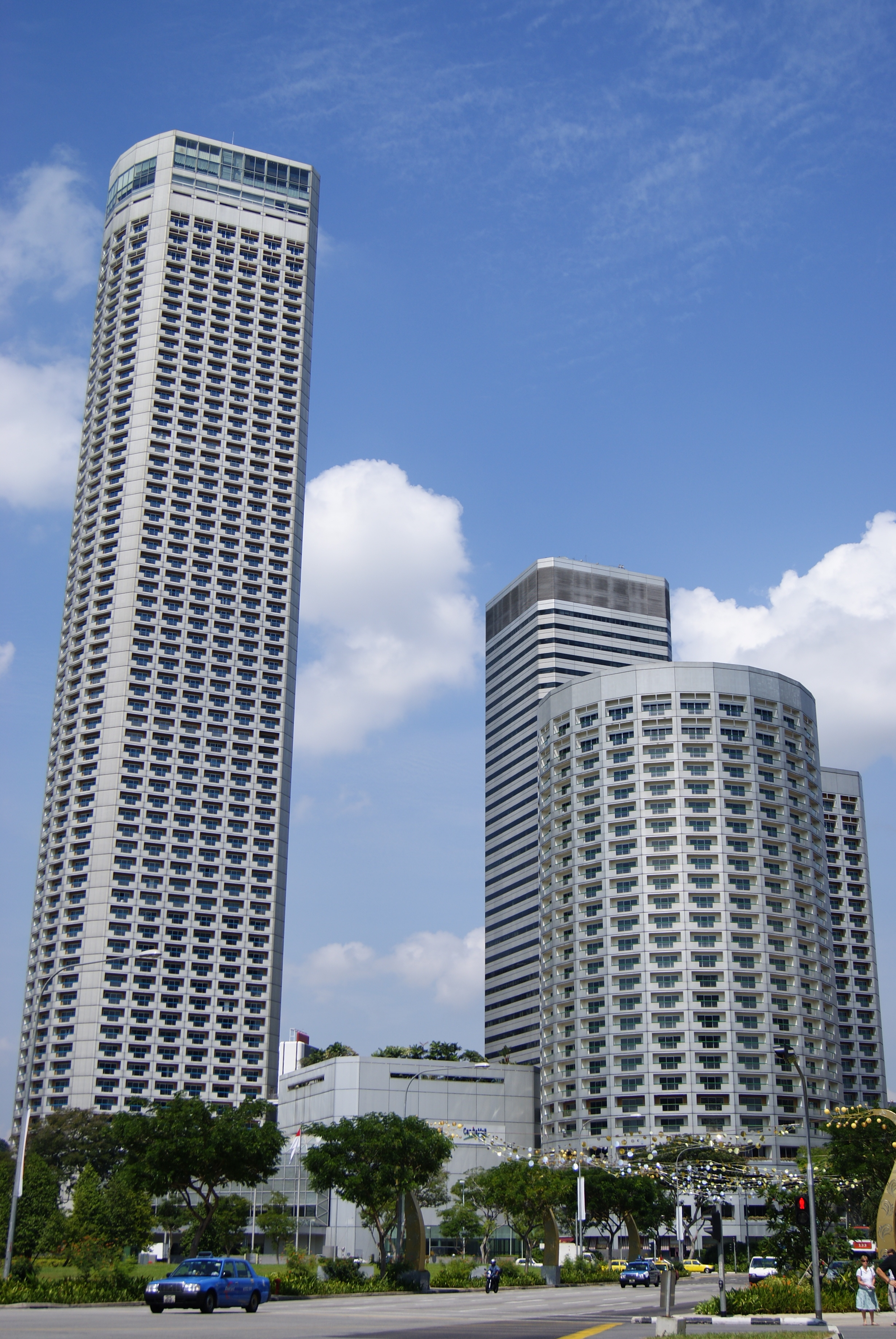
Raffles City.

Raffles City est un complexe immobilier situé dans le Downtown Core de Singapour.
Il abrite deux hôtels ( Swissôtel The Stamford et Fairmont Singapore) et une tour de bureaux qui contient lui-même un centre commercial et un centre de convention. L'ambassade de Hongrie et une bureau de la délégation de l'Union européenne s'y trouve également.
Le complexe a été conçu par l'architecte américain Ieoh Ming Pei.

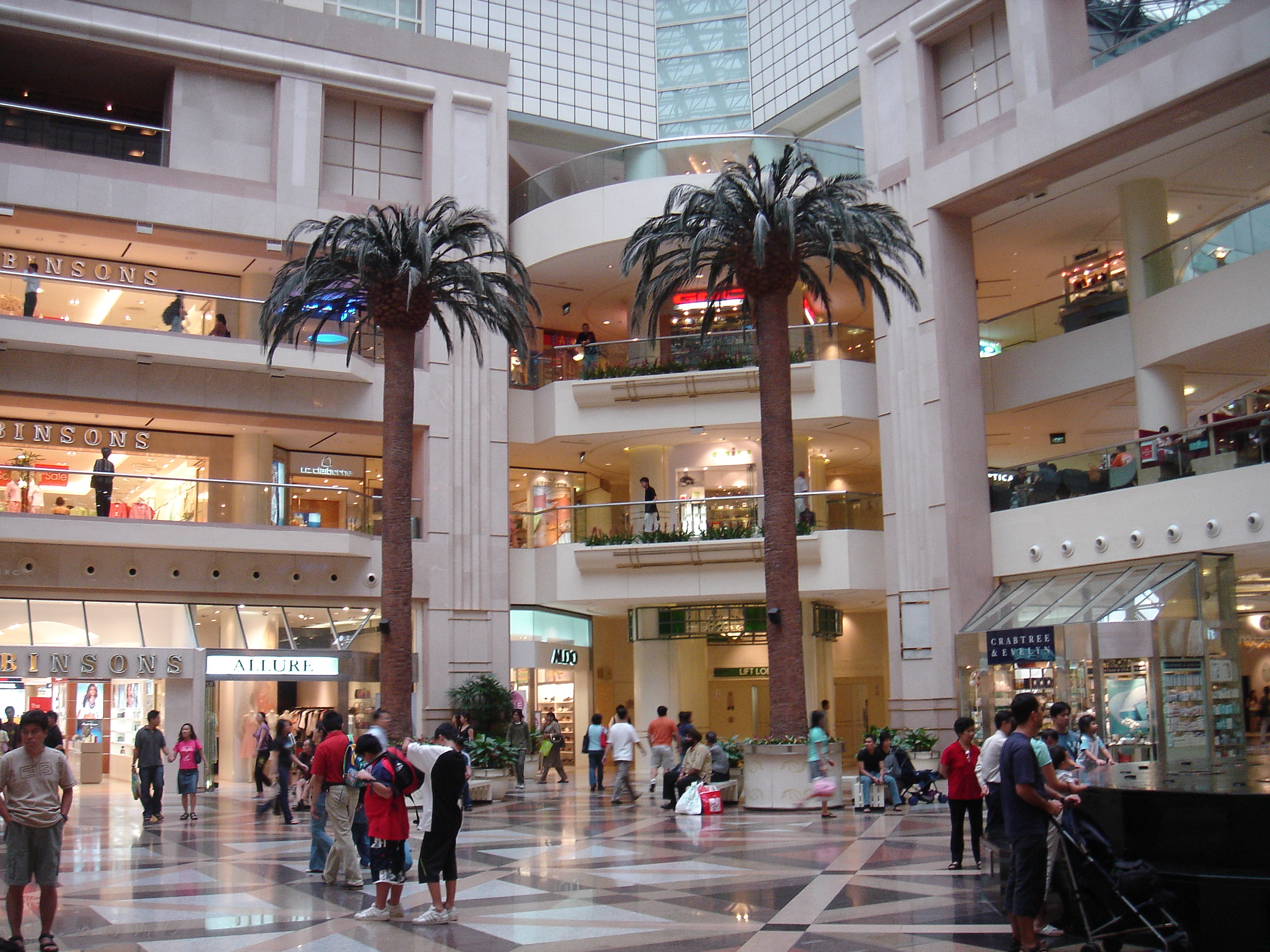
Centre commercial du complexe.